# Казо, Винченцо
Винченцо Казо (итал. Vincenzo Caso, родился 30 августа 1980 года в Поццуоли) — итальянский политик, депутат Палаты депутатов Италии от Движения пяти звёзд.

## Биография
Получил образование в сфере бизнес-администрирования. Работал информационным консультантом.
Избран в Палату депутатов 19 марта 2013 года по итогам парламентских выборов от III избирательного округа Ломбардия 1. С 7 мая 2013 работает в V комиссии (по бюджету, финансам и планированию), до 20 июля 2015 года был её секретарём.